# 菜寮復興宮

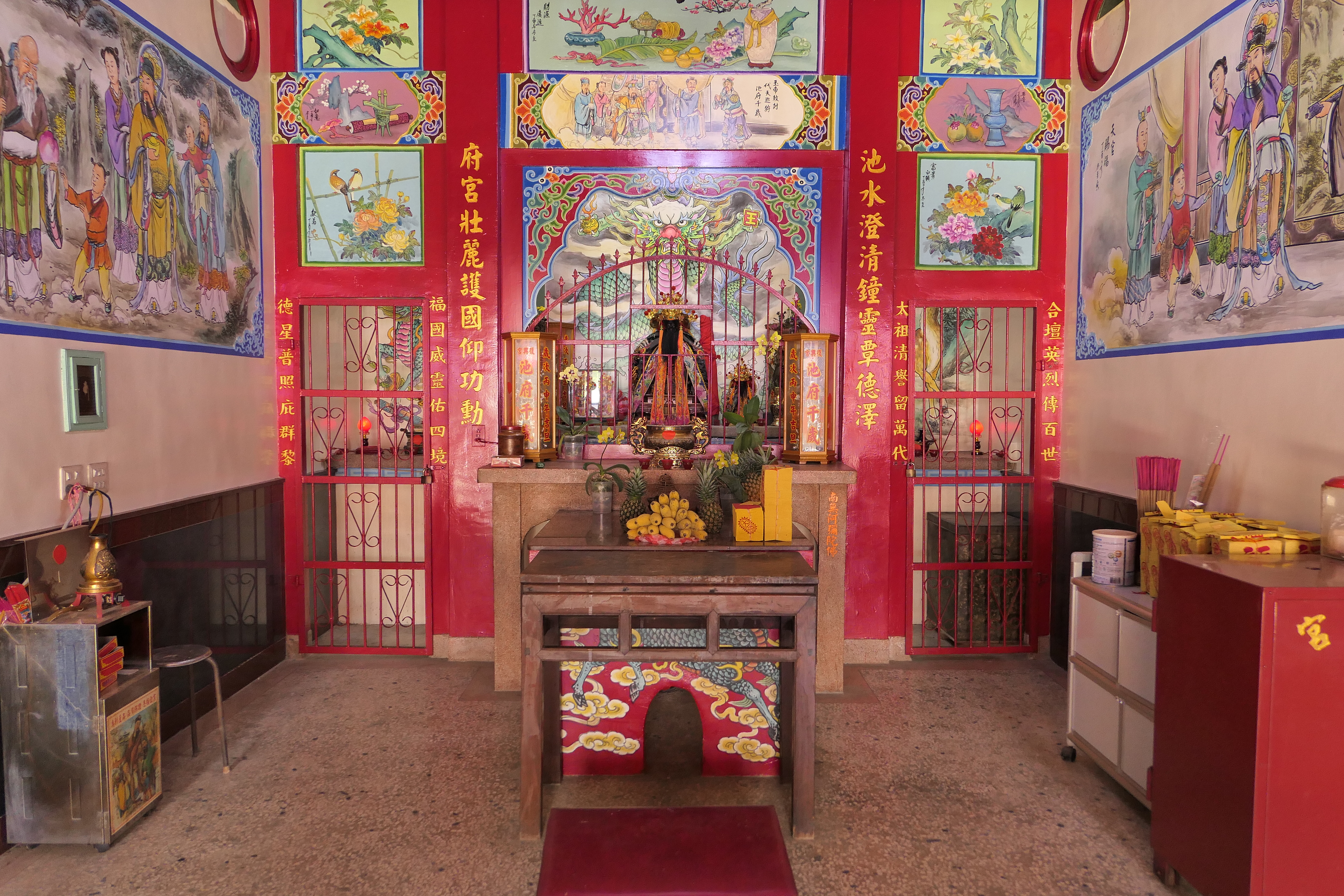
菜寮復興宮內部

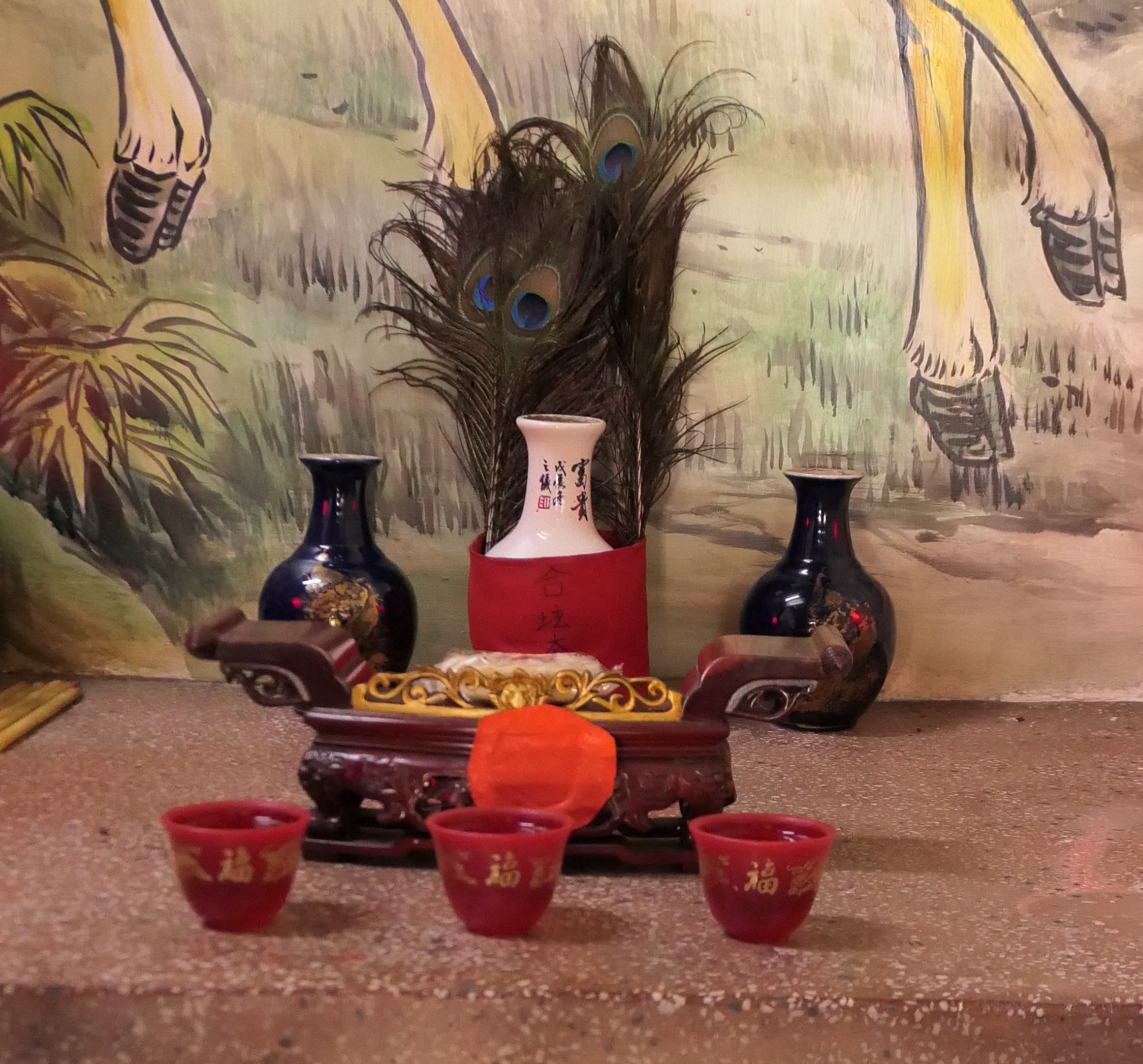
太祖三姊妹

菜寮復興宮位於臺灣臺南市左鎮區，是一間主祀池府千歲的廟宇，同時也有供奉「合壇太祖」（太祖三姊妹）:69。該廟是頂菜寮聚落的庄廟，在左鎮化石園區附近，而過去附近還設有善化糖廠菜寮原料區的辦公室以及糖鐵菜寮車站:320。

## 沿革
參考廟中〈新建復興宮緣起〉碑文（1979年），廟中所奉祀的各神明是早年菜寮居民所輪流供奉，但當時因地方財力問題並未建廟。是後來民國66年（1977年）才由當地的茅茂源倡議建廟。廟宇於民國68年（1979年）落成。
另外據說在日治時期發生噍吧哖事件時（1915年），當時居民帶著神明一起逃到今高雄市杉林區避難。而當要從杉林返回菜寮時，當地的「太祖三姊妹」表示要一起去菜寮，於是菜寮遂供奉起太祖:69。當時連續幾年的中秋節，都會辦「牽番仔戲」，之後因故廢除:69。

## 建築
復興宮坐北朝南，有著寬廣的廟埕。該廟為五開間建築，中間為明間，兩旁暗間，最兩旁膨間。入口處為凹壽型式，主屋頂為燕尾脊，其他部分屋頂為平頂並有女兒牆，牆上有浮雕。

## 祀神
復興宮中間神龕供奉池府千歲、中壇元帥，左祀「合壇太祖」（太祖三姊妹），右祀福德正神。太祖的祀壺有三個，中間為白色並插有孔雀羽毛，兩旁的祀壺則是藍底金花。

## 宗教活動
復興宮的重要祭典日在農曆正月十六。另外「太祖三姊妹」各自的聖誕千秋日在三月廿六、六月十六、九月十五，但後來信徒請示同意後，慶典與廟中其他神明合併舉行。
每月初一、十五會為祀壺換水、獻上檳榔，平日則早晚敬茶。

## 其他
過去在復興宮西北方設有善化糖廠菜寮原料區的辦公室（事務所），是過去當地蔗農與糖廠之間處理業務的地方，後來因為種蔗面積縮減和善左線停駛而廢棄:320。建築物在2010年1月左右還存在，2011年1月時已拆除。
此外在復興宮前曾設有糖鐵菜寮車站，只有月台而未設站房。善左線在此站過後往玉井方向延續1公里便是該線訖點，同時跟玉井糖廠的玉左線相接。

## 圖片

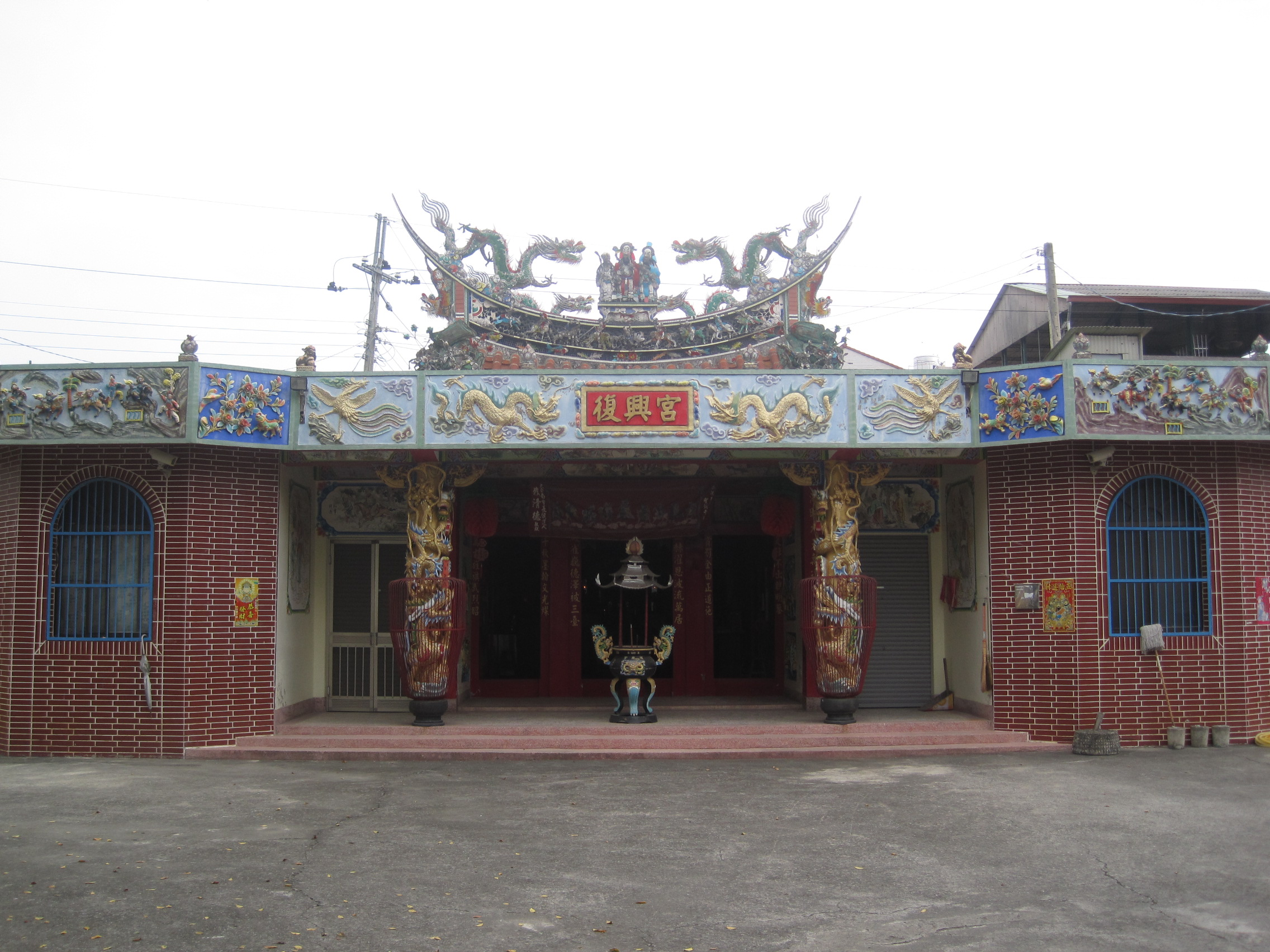
2014年的菜寮復興宮
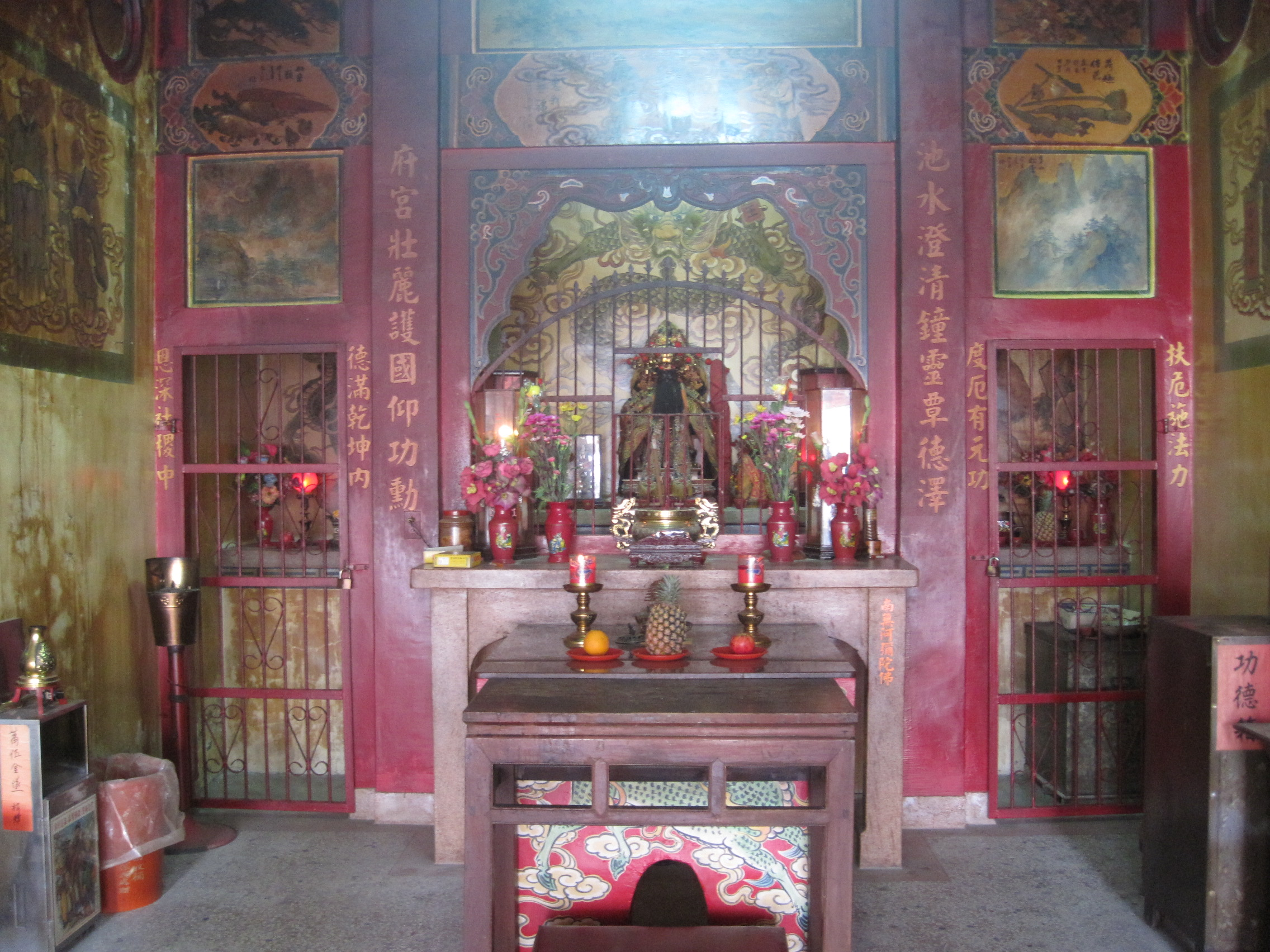
2014年的內部樣貌